# Tygodniowa Biblioteka Obiegowa
Tygodniowa Biblioteka Obiegowa (TBO) – forma upowszechniania czytelnictwa zapoczątkowana w 1948 roku przez Instytut Kulturalno-Oświatowy Czytelnika. Została zlikwidowana na początku 1950 roku.

## Historia
TBO łączyło ruchomą „wypożyczalnię książek dostarczanych do domu z ratalną ich sprzedażą i zespołowym czytelnictwem".Decyzję o powstaniu Tygodniowej Biblioteki Obiegowej podjęto w październiku 1948 roku. Instytut Kulturalno-Oświatowy Spółdzielni Wydawniczej Czytelnik powołał Organizację Ruchu Książki. Wydano katalogi i poprzez druki zlecenia zbierano chętnych. Zawierały one książki wydawane przez wydawnictwa: Czytelnik i Książka i Wiedza.
Według dziennikarza „Dziennika Bałtyckiego” TBO nie była nastawiona na zysk. Opłaty członkowskie pokrywały koszty własne, a ceny książek, które przechodziły na własność czytelników były niższe niż cena rynkowa książek.
TBO została zlikwidowana na początku 1950 roku.

## Organizacja
W czerwcu 1949 roku Centrala TBO mieściła się na ulicy Wiejskiej 16 w Warszawie. Podlegały jej Okręgowe Stacje TBO. Sześć punktów organizacyjnych tworzyło Stację Rejonową. Punkt organizacyjny tworzyli pracownicy nazywani łącznikami, których zadaniem było zbieranie zapisów czytelników, roznoszenie i wymiana książek oraz inkasowanie pieniędzy. Z czytelników mieszkających na danym terenie organizowano w 26 osobowe zespoły, które otrzymywały pakiet 52 książek. Łącznik dostarczał je kolejno do członków zespołu, a po przeczytaniu przez wszystkich były one rozdzielane pomiędzy nich, tak aby każdy uczestnik otrzymał 2 książki na własność. Według instrukcji łącznik powinien dziennie obsłużyć 2 lub 3 26 osobowe zespoły.
W 1948 roku koszt subskrypcji wynosił 20 złotych, a w 1949 roku 15 złotych tygodniowo.

## Książki wydane w ramach TBO
W artykule opublikowanym w 1948 roku w „Dzienniku Polskim” w ramach TBO miały być udostępniane książki W. Hugo, K. Pruszyńskiego, W. Sieroszewskiego, Stefana Żeromskiego, Arkadego Fiedlera. W maju 1949 roku „Echo Krakowskie” podało, że w ramach TBO ukazały się 4 komplety: 2 dla dorosłych (w tym jeden zawierający dzieła jedynie beletrystyczne, a drugi  beletrystyczne i naukowe) oraz 2 dla dzieci i młodzieży. Według dziennikarza wybrano do nich najlepszych autorów polskich i zagranicznych.
Książki wydane w ramach TBO odnotowane w Przewodniku Bibliograficznym z lat 1949–1950 oraz katalogu Biblioteki Narodowej:
- Upton Sinclair Jim Higgins (tł. Felicja Nossing) Wyd. 2 1949 Książka i Wiedza (P-4)[8]
- Bertlod Brecht Powieść za trzy grosze (tł. Marceli Tarnowski) Wyd. 2 1949 Książka i Wiedza (PII-3)[9]
- E. Dańko Chińska tajemnica (tł. z ros. Janina Tołwińska i Halina Rogalowa) 1949 Czytelnik (PII-5)[10]
- Ilia Erenburg Wróciłem z USA 1950 Książka i Wiedza (P-5)[11]
- Maksim Gorki Artamonow i synowie (tł. Stanisław Strumph Wojtkiewicz) 1949 Książka i Wiedza (PII-8)[12]
- Jaroslav Hašek Przygody dobrego wojaka Szwejka podczas wojny światowej (tł. Paweł Hulka-Laskowski) 1949 Książka i Wiedza (PII-9)[9]
- Jurij Krymow Statek Derbent (tł. Melania Karczyńska) Wyd. 2 1949 Książka I Wiedza (P-13)[13]
- Howard Fast Droga do wolności (tł. Zofia Meisner) 1949 Książka i Wiedza (PII-7)[13]
- Howard Fast Amerykanin (tł. Józef Brodzki)Wyd. 2 1949 Książka i Wiedza[14]
- Bruno Frank Cervantes Książka i Wiedza 1949 (P-7)[15]
- Juliusz Fuczik Reportaż spod szubienicy (tł. H. Gruszczyńska-Dubow) Książka i Wiedza 1949 (P-5)[16]
- Pola Gojawiczyńska Stolica Wyd. 3 Czytelnik 1949 (P-8)[17]
- Teodor Tomasz Jeż W zaraniu Czytelnik 1949[18]
- Izydor Koszykowski Dziecko ulicy Wyd. 2 1949 Książka i Wiedza (PII-12)[13]
- Józef Ignacy Kraszewski Historia o Janaszu Korczaku i o pięknej miecznikównie: powieść z czasów Jana Sobieskiego. T. 1-2  1949 Czytelnik (P-12)[19]
- Guy de Maupassant Opowiadania Czytelnik 1949 (P-15)[20]
- Igor Newerly Chłopiec z Salskich Stepów Wyd. 2 Czytelnik 1949 (P16)[21]
- Ivan Olbracht Anna proletariuszka 1949 Książka i Wiedza (P-18)[22]
- Eliza Orzeszkowa Marta 1949 Książka i Wiedza (PII-16)[23]
- Aleksej Maksimovič Peškov Artamonow i synowie Książka i Wiedza 1949 (PII-8)[24]
- Maria Pujmanowa Ludzie na rozstajach Wyd. 2 Czytelnik 1949 (PII-21)[25]
- Michał Sayers, Albert Kahn Wielki spisek przeciwko ZSRR  1949 Czytelnik (P-22)[26]
- Upton Sinclair Grzęzawisko (tł. Andrzej Niemojewski) 1949 Książka i Wiedza (P-23)[27]
- Stendhal Czerwone i czarne (tł. Tadeusz Boy-Żeleński) 1949 Książka i Wiedza (PII-22)[28]
- Aleksy Tołstoj Droga przez mękę Czytelnik 1949[29]

## Galeria

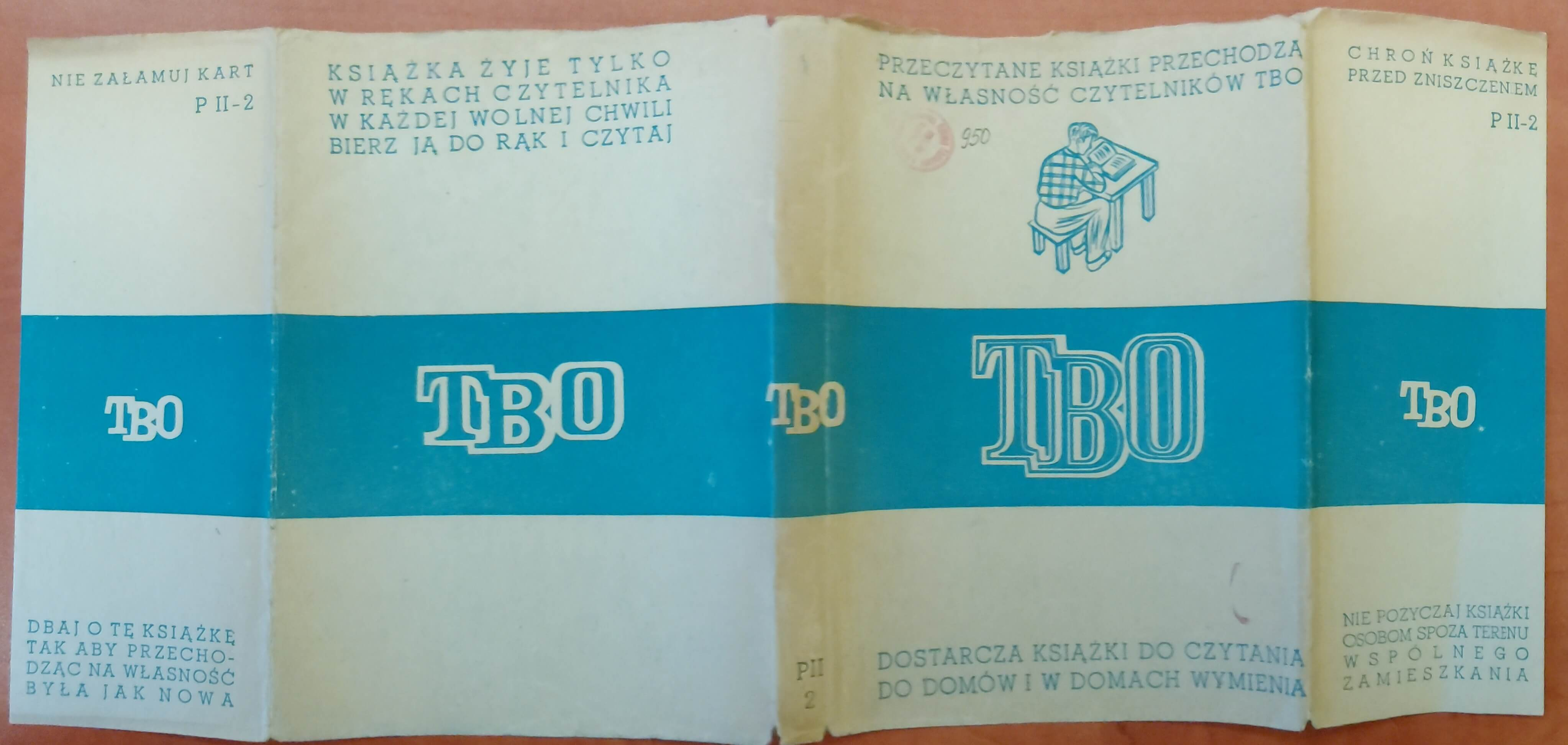
Obwoluta książki z Tygodniowej Biblioteki Obiegowej
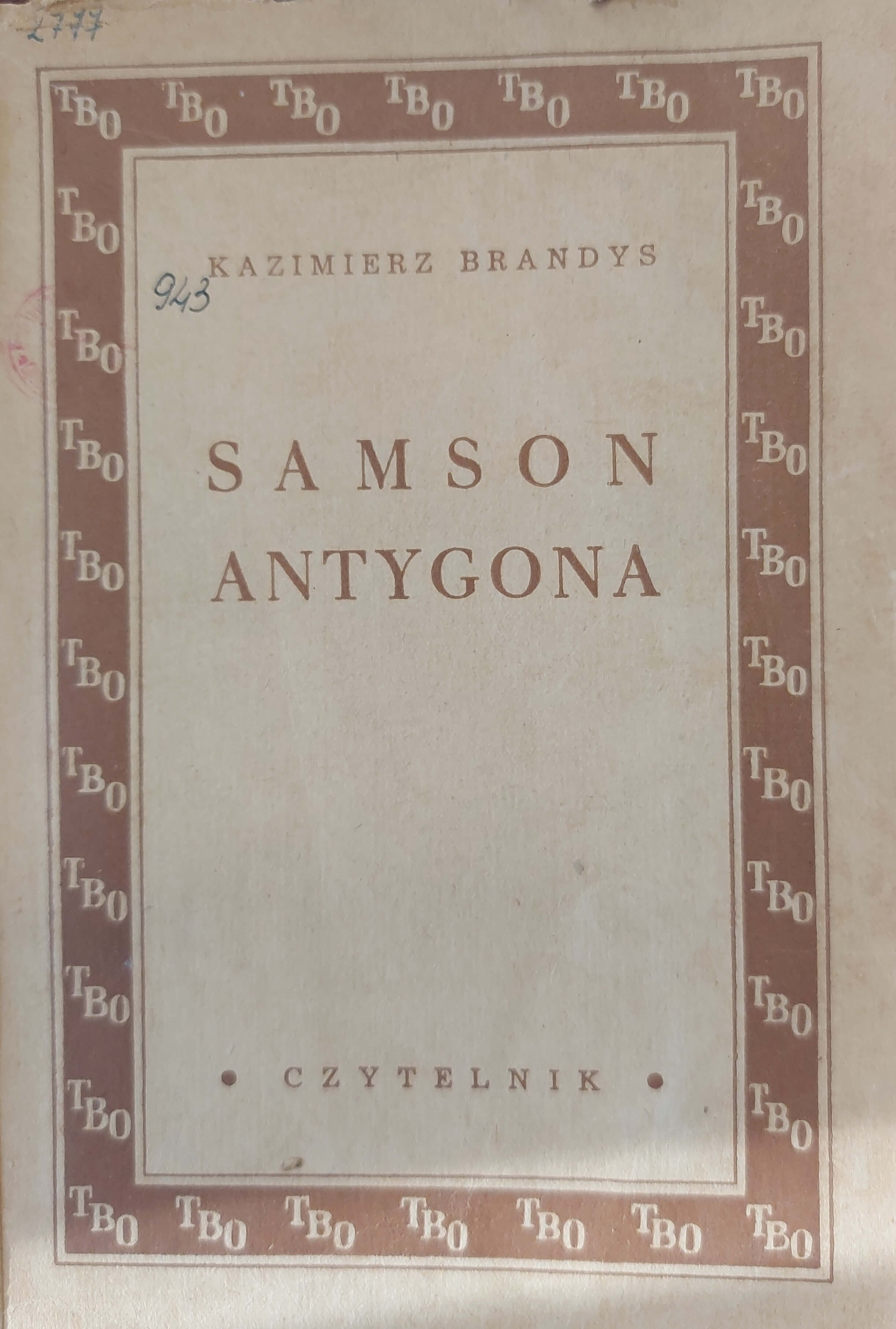
Okładka książki z Tygodniowej Biblioteki Obiegowej